# Lillesjö (Släps socken, Halland)
Lillesjö är en sjö i Kungsbacka kommun i Halland och ingår i Kungsbackaån-Göta älvs kustområde. Lillesjö ligger i Sandsjöbacka Natura 2000-område.